# Marcelo Bueno
Marcelo Bueno, mais conhecido como Bueno (Rio de Janeiro, 30 de julho de 1972), é um futebolista de areia brasileiro. Atualmente, joga no Vasco da Gama.

## Títulos
Vasco da Gama
- Campeão da Copa Brasil (2014)
- Campeão do Campeonato Carioca (2014)

Seleção Brasileira
- Tricampeão da Copa do Mundo de Futebol de Areia (2006, 2008, 2009)
- Tetracampeão do Mundialito de Futebol de Praia (2006, 2007, 2010)
- Campeão da Copa América (2013)
- Tetracampeão da Copa Latina (2006, 20007, 2009)
- Campeão do Campeonato Sul-Americano de Futebol de Areia (2008)
- Campeão da Copa das Nações (2013)
- Campeão do Pro Beach Soccer Tour Durban (2006)
- Ouro nos Jogos Sul-Americanos de Praia (2009, 2014)
- Campeão da Copa Riviera Maya (2014)

## Títulos Individuais
Seleção Brasileira
- Melhor jogador da Copa América (2013)

## Campanhas de Destaque
Vasco da Gama
- Terceiro lugar no Mundialito de Clubes de Futebol de Areia (2013)

Seleção Brasileira
- Terceiro lugar na Copa do Mundo de Futebol de Areia (2013)
- Terceiro lugar nas Eliminatórias para a Copa do Mundo de Futebol de Areia (2013)

## Ver Também
- Futebol de areia
- Seleção Brasileira de Futebol de Areia